# Sericosema viridirufaria
Sericosema viridirufaria är en fjärilsart som beskrevs av Berthold Neumoegen 1881. Sericosema viridirufaria ingår i släktet Sericosema och familjen mätare. Inga underarter finns listade i Catalogue of Life.